# 欣維爾
欣维尔（德語：Hinwil）是瑞士联邦苏黎世州欣维尔区的首府和市镇。该市镇面积为22.30平方千米，海拔高度565米，2018年12月31日人口数为11,135。

## 外部連結
- 欣维尔官方网站 （页面存档备份，存于） （德文）